# Sigma Coatings
Sigma Coatings blev grundlagt i Holland i 1722. Den danske historie begynder i 1952, hvor Pieter Schoen blev etableret i landet, da han fik agentur på malingen. Sigma Coatings er især stor i udlandet, mens i Danmark især flugger og dyrup sidder stærkt på makredet. Sigma Coatings A/S er ejet af PPG Koncernen, som har omkring 44.000 medarbejdere. Sigma Coatings har mere end 50 butikker i Danmark.
Malingen bliver især solgt til professionelle malermestre, hvorved de ikke har et stort forretningsnetværk, som eksempelvis flugger, Becker og Dyrup.
PPG gruppen ejer ligeledes Dyrup, som de købte i 2011.